# AP-61 (Spanje)
De autopista AP-61 is een snelweg in de regio Castilië en León in Spanje.
Hij verbindt de autopista AP-6 met Segovia. Hij vervangt de N-603 en sluit aan op de N-110.